# Xiaozhuang (socken i Kina, Hebei)
Xiaozhuang (kinesiska: 肖庄乡, 肖庄) är en socken i Kina. Den ligger i provinsen Hebei, i den norra delen av landet, omkring 290 kilometer öster om huvudstaden Peking.
Genomsnittlig årsnederbörd är 870 millimeter. Den regnigaste månaden är augusti, med i genomsnitt 225 mm nederbörd, och den torraste är januari, med 4 mm nederbörd.